# José Andrés
José Ramón Andrés Puerta (ur. 13 lipca 1969 w Mieres) – hiszpańsko-amerykański restaurator i szef kuchni. Założyciel organizacji World Central Kitchen.

## Życiorys
W młodości przeprowadził się do USA. Początkowo pracował jako szef kuchni, z czasem zaczął otwierać własne restauracje. Odegrał istotną rolę w popularyzacji tapas w USA. Na Uniwersytecie Harvarda prowadził kurs fizyki kulinarnej. Jego restauracja Minibar w Waszyngtonie otrzymała dwie gwiazdki w przewodniku Michelina.
W 2010 roku założył World Central Kitchen - międzynarodową organizację zajmującą się dostarczaniem posiłków w strefy objęte konfliktami zbrojnymi i klęskami żywiołowymi. 

## Nagrody
- W 2012 roku został uznany za jedną ze stu najbardziej wpływowych osób świata wg magazynu Time[4].
- W 2021 roku wraz z World Central Kitchen otrzymał Nagrodę Księżnej Asturii w kategorii Zgoda między Narodami[5].
- W 2024 roku Nancy Pelosi, Rosa DeLauro i Jim McGovern poinformowali o tym, że nominowali Andresa i WCK do Pokojowej Nagrody Nobla[6].

## Odznaczenia
- Prezydencki Medal Wolności – Stany Zjednoczone, 2025[7][8][9]